# Komin
Komin est un village de la municipalité de Croatie de Ploče, dans le Comitat de Dubrovnik-Neretva, dans le Sud de la Croatie, sur la Neretva. Un trésor de trois cent mille pièces de monnaie romaines y a été découvert en 1918, ce qui en fait en nombre un des plus importants trésors monétaires romains.
Une première étude portant sur 19755 de ces monnaies fut menée par Brunsmid, puis continuée par Andreas Alföldi, qui faute de temps confia le travail à Bargsay-Amant. Ce dernier inventoria les monnaies des empereurs Valérien, Gallien, Claude le Gothique, Aurélien (correspondant à une période allant de 260 à 275), qui formaient l'essentiel du lot. 